# Peritoma jonesii
Peritoma jonesii är en paradisblomsterväxtart som först beskrevs av James Francis Macbride, och fick sitt nu gällande namn av Hugh Hellmut Iltis. Peritoma jonesii ingår i släktet Peritoma och familjen paradisblomsterväxter. Inga underarter finns listade i Catalogue of Life.